# Cymothoida
Cymothoida là một phân bộ isopod với hầu hết các loài là động vật ăn thịt hay ký sinh. Nó gồm 2,700 loài đã được miêu tả trong ba siêu họ.

## Phân loại
Cymoithoida gồm các siêu họ và họ sau:
| - Siêu họ Anthuroidea Leach, 1814 - Antheluridae Poore & Lew Ton, 1988 - Anthuridae Leach, 1814 - Expanathuridae Poore, 2001 - Hyssuridae Wägele, 1981 - Leptanthuridae Poore, 2001 - Paranthuridae Menzies & Glynn, 1968 - Siêu họ Cymothooidea Leach, 1814 - Aegidae White, 1850 - Anuropidae Stebbing, 1893 - Barybrotidae Hansen, 1890 - Cirolanidae Dana, 1852 - Corallanidae Hansen, 1890 - Cymothoidae Leach, 1818 - Gnathiidae Leach, 1814 - Protognathiidae Wägele & Brandt, 1988 - Tridentellidae Bruce, 1984 | - Siêu họ Cryptoniscoidea Kossmann, 1880 - Asconiscidae Bonnier, 1900 - Cabiropidae Giard & Bonnier, 1887 - Crinoniscidae Bonnier, 1900 - Cryptoniscidae Kossmann, 1880 - Cyproniscidae Bonnier, 1900 - Hemioniscidae Bonnier, 1900 - Podasconidae Bonnier, 1900 - Siêu họ Bopyroidea Rafinesque, 1815 - Bopyridae Rafinesque, 1815 - Colypuridae Richardson, 1905 - Dajidae Giard & Bonnier, 1887 - Entoniscidae Kossmann, 1881 - Rhabdochiridae Richardson, 1905 |